# Эйнуллаев, Камиль Музафарович
Камиль (Кемал) Музафарович Эйнуллаев (12 декабря 1932, Баку — 1 мая 1988, Баку) — советский футболист.
Старший брат футболиста Надира Эйнуллаева. Двоюродный брат шахматистки Татьяны Затуловской.
Воспитанник РСДЮШОР «Нефтяник» Баку. Играл в командах класса «Б» / второй группы класса «А» (1957, 1959, 1964—1964) и класса «А» (1958, 1960—1962) «Нефтяник» Баку (1956—1957, 1959—1962), «Локомотив» Москва (1958), «Даугава-РВЗ» Рига (1963—1964). В чемпионате СССР провёл 79 матчей, забил 6 голов.
Работал тренером детских команд в Баку.